# Ertuğrul
Ertuğrul (أرطغرل), ook wel Ertoğrul (met de titel Ertuğrul Gazi), (1198-1282) was de vader van Osman I, de stichter van het Ottomaanse Rijk.
In 1227 erfde hij het gezag over de Kayı stam van de Oğuzen na de dood van zijn vader, Süleyman Şah. Süleyman Şah (sjah of shah) viel tijdens een vlucht voor een Mongoolse aanval en het oversteken van de Eufraat in het water en kwam daardoor aan zijn levenseinde. 
Ertuğrul kreeg de gebieden rondom Karaca Dağ, een berg nabij Angora (nu Ankara) van Ala ed-Din Kay Qubadh I, de Seltsjoekse Sultan van Rüm. Later ontving hij ook nog, samen met de omringende gronden, het dorp Söğüt, dat later de hoofdstad van het Ottomaanse Rijk zou worden.
Ertugrul had drie broers, Sungurtekin, Gundogdu en Dundar.